# Beaufortia daon
Beaufortia daon е вид лъчеперка от семейство Balitoridae.

## Разпространение
Видът е разпространен във Виетнам.